# Safdarjungs mausoleum

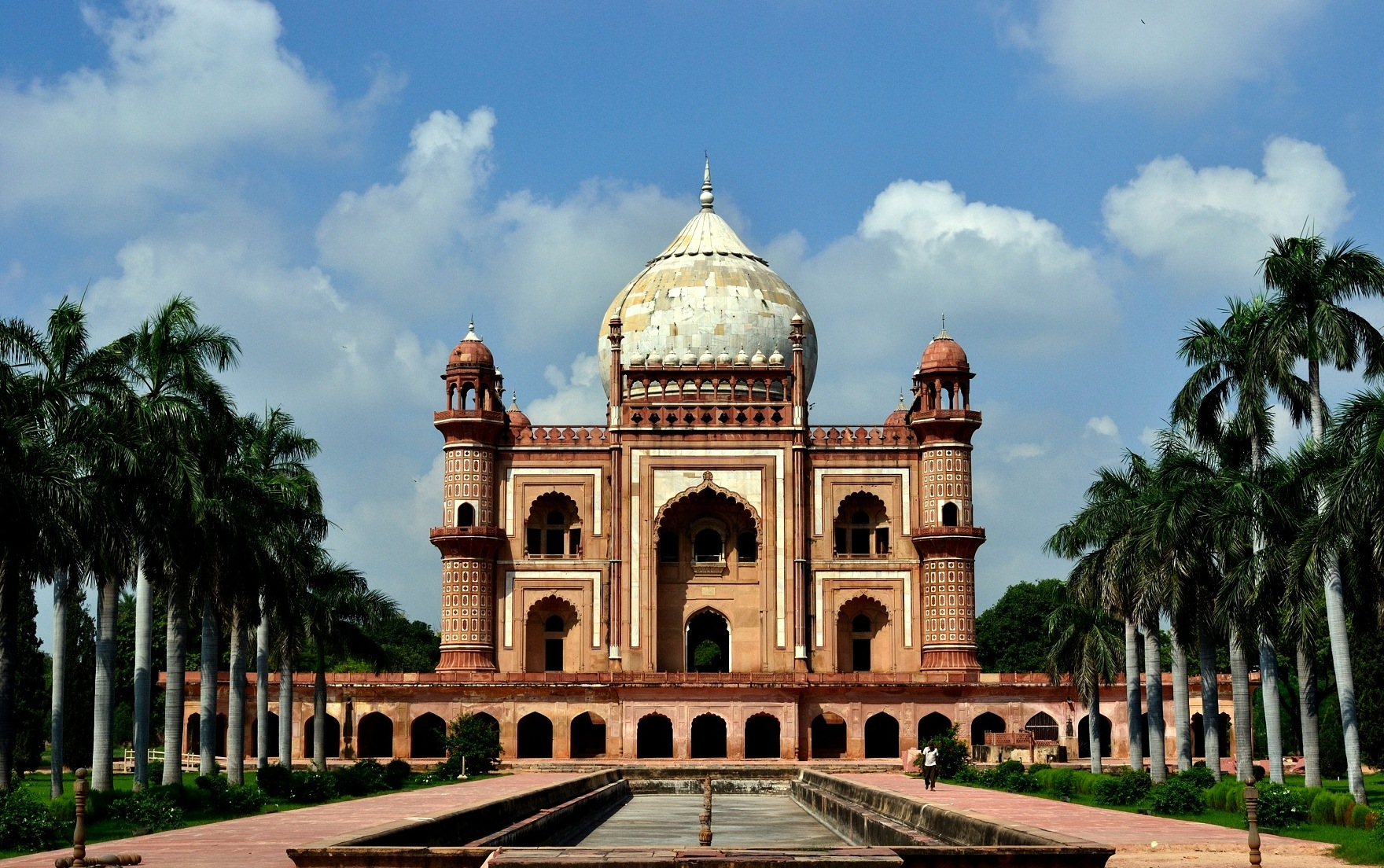

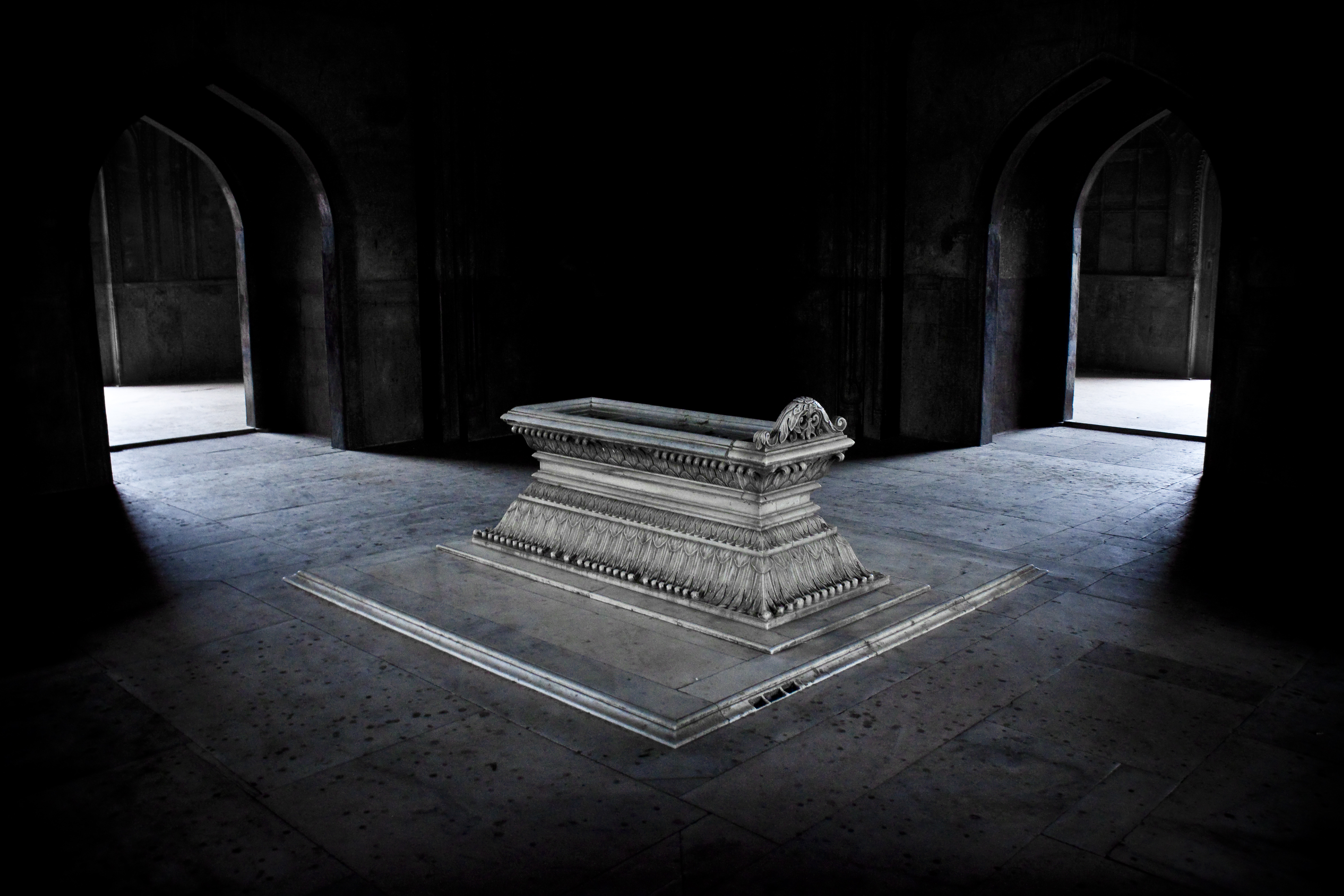
Interiör.

Safdarjungs mausoleum (hindi: सफ़दरजंग का मक़बरा) är ett mausoleum i New Delhi i Indien som nawab Safdarjungs  son lät bygga åt honom år 1754. Det är byggt av marmor och sandsten i mogulstil och är en av de sista byggnaderna som byggts i denna stil.
Byggnaden ligger i en stor persisk trädgård med promenadstigar och kanaler som nås genom en rikt dekorerad port med reliefer av gips. Området förvaltas av Archaeological Survey of India som har kontor i flera byggnader i parken.
Mausoleet har bland annat givit namn till Safdarjung Airport.